# GE 100T
A GE 100T é uma locomotiva manobreira pesada de motor duplo fabricada pela GE Transportation, sendo usadas no Brasil pelas siderúrgicas CSN, Cosipa, Cosigua e Acciaierie di Piombino (Itália) e pelo Adm. Porto Rio de Janeiro (APRJ) e Portobrás.

## Proprietários Originais
A seguir são listados os proprietários originais das locomotivas compradas junto à GE (EUA ou Brasil).

## Galeria

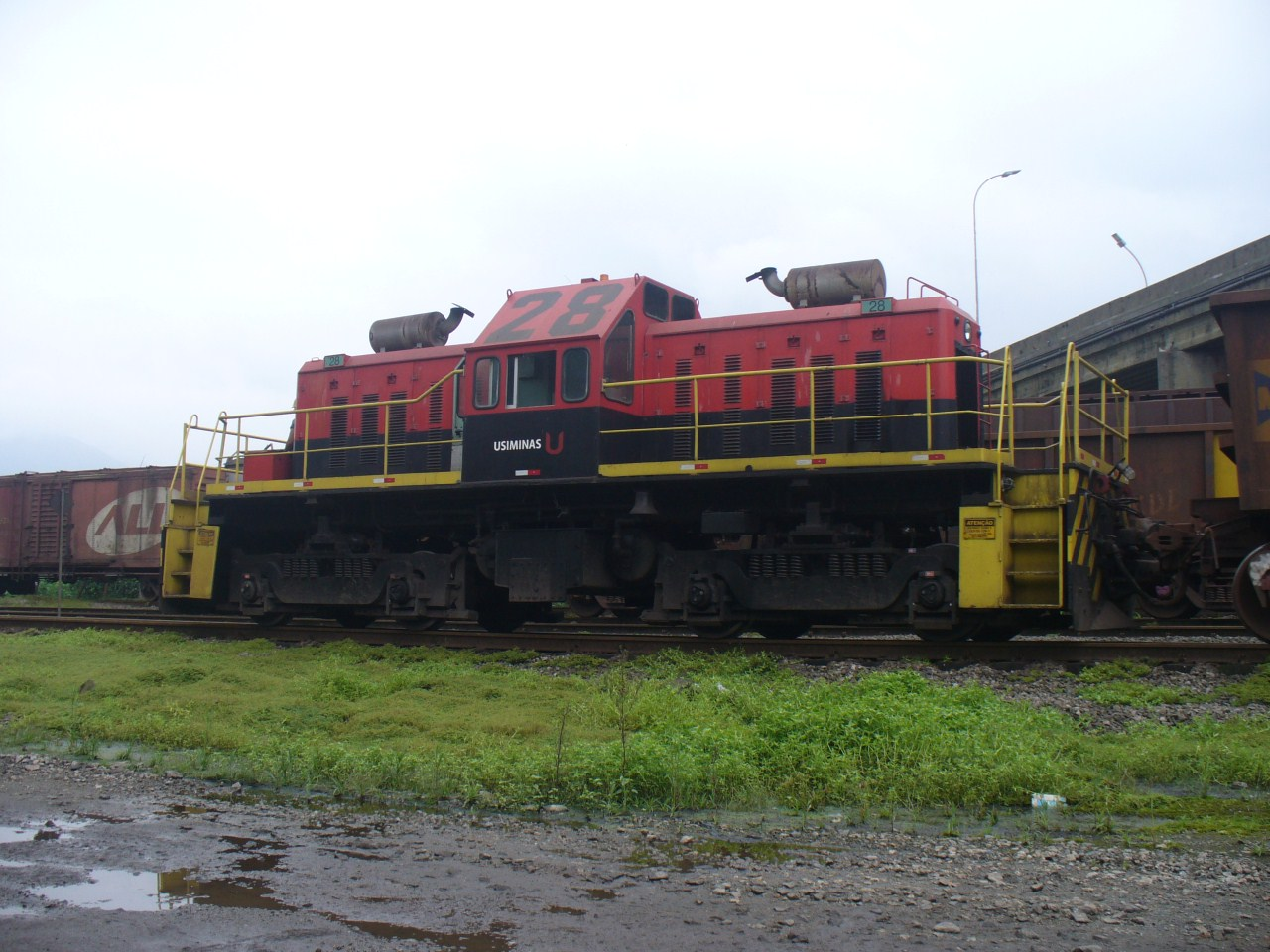
GE 100Ton  #28, COSIPA, atualmente USIMINAS - Cubatão-SP.
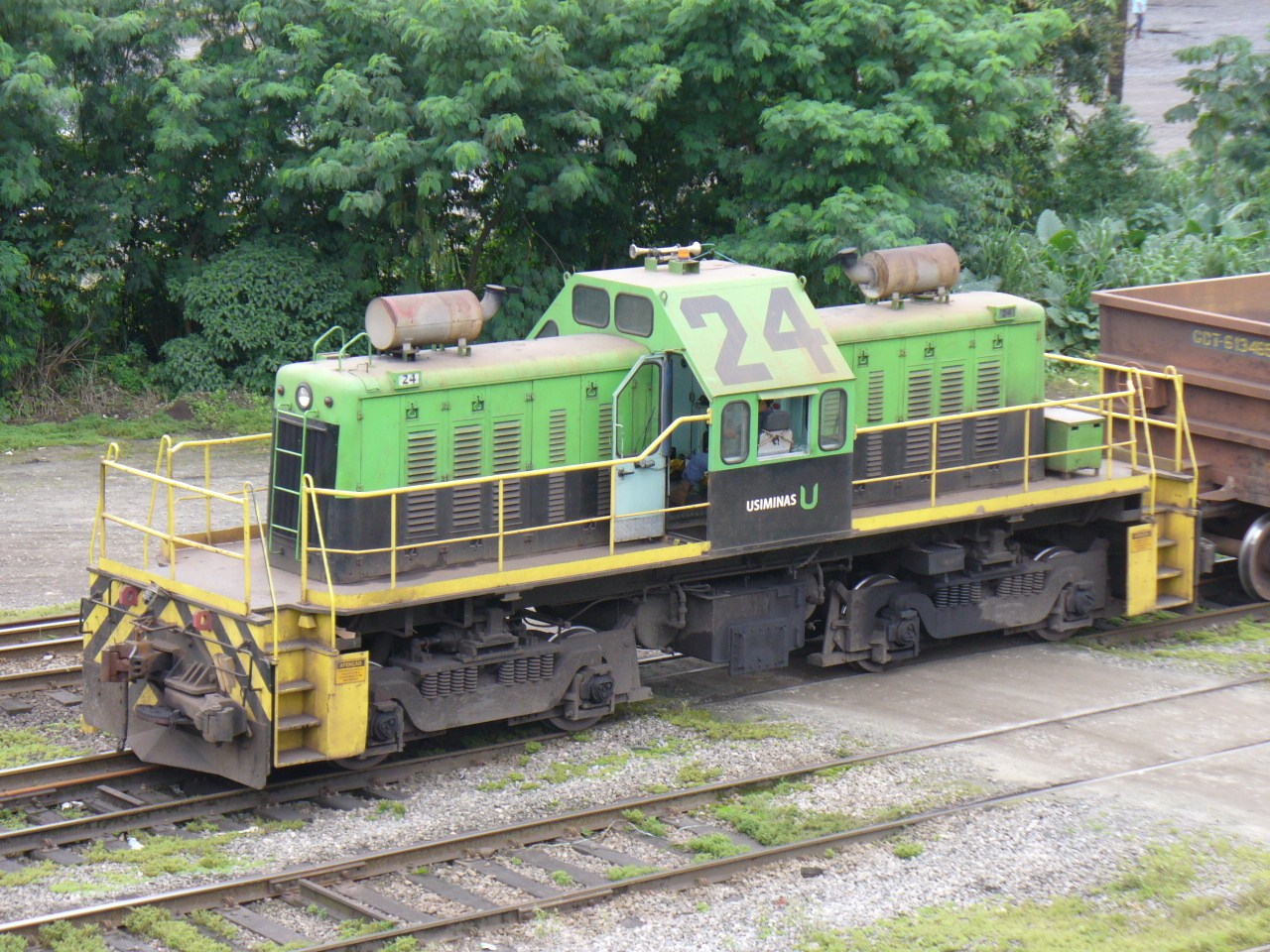
GE 100Ton  #24, COSIPA, atualmente USIMINAS - Cubatão-SP.